# Joe McIntyre

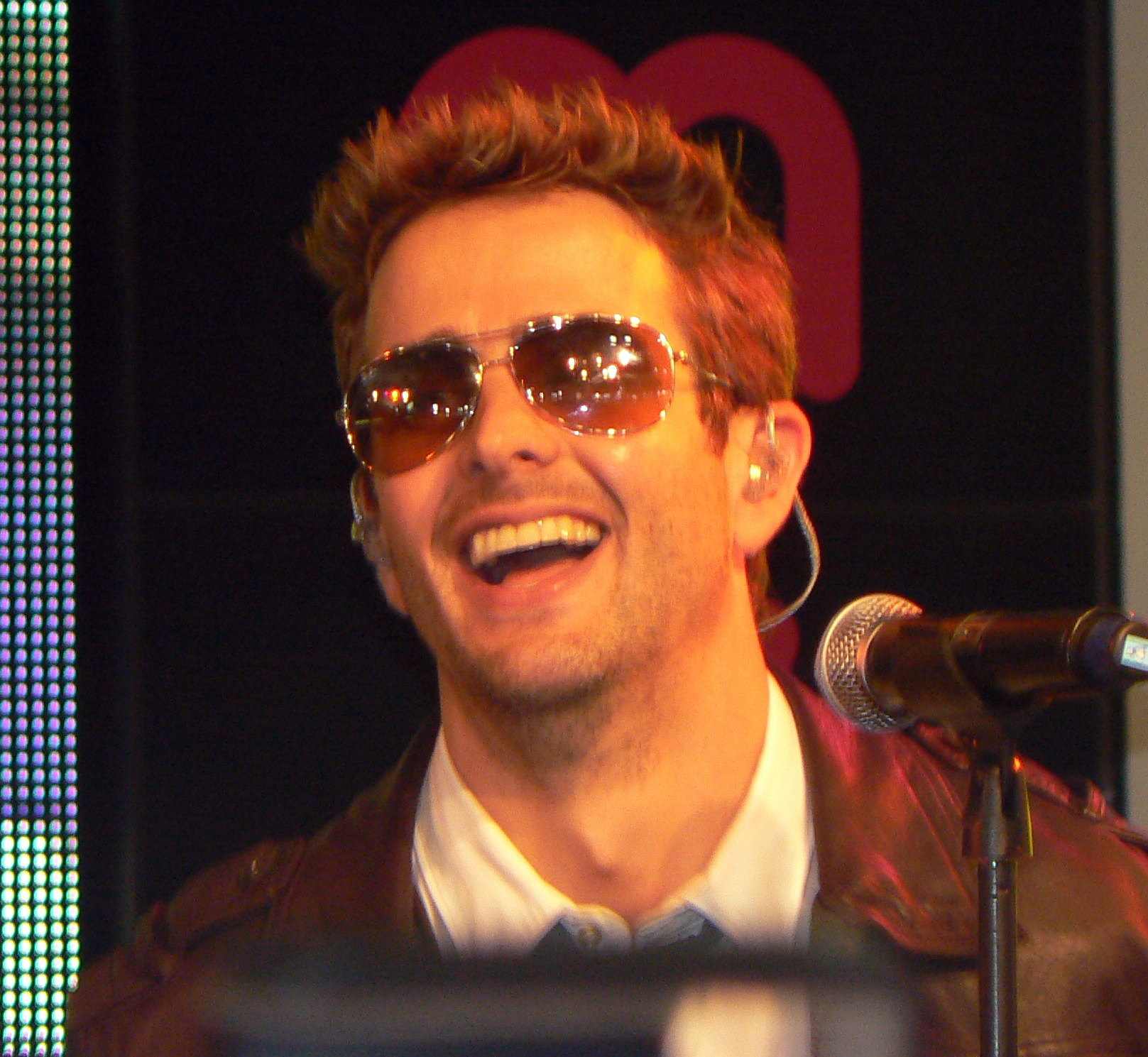
Joey McIntyre

Joseph Mulrey McIntyre, mais conhecido como Joe McIntyre ou Joey McIntyre (Needham, Massachusetts, 31 de dezembro de 1972), é um compositor, cantor e ator estado-unidense.

## Biografia
Ele é mais conhecido por ser o membro mais jovem dos New Kids On The Block, sendo a voz infantil do grupo durante seus primeiros anos. É casado e tem três filhos: Griffin, Rhys e Kira. Durante o recesso de 15 anos do grupo, Joey lançou vários álbuns solo, sendo o de maior sucesso "Stay the Same", em 1999. Participou também do Dancing With The Stars, com Ashley Del Grosso. Trabalhou como ator em musicais e fez pontas em seriados norte-americanos.

## Álbuns Solo
- 1999: Stay the Same
- 2001: Meet Joe Mac
- 2002: One Too Many: Live From New York
- 2004: 8:09
- 2006: Talk to Me
- 2009: Here We Go Again

## Singles
- 1999: "Stay the Same"
- 1999: "I Love You Came Too Late"
- 2000: "I Cried"
- 2001: "Rain"
- 2004: "L.A. Blue"
- 2009: "Here We Go Again"

## Outras Músicas
2009: "5 Brothers and a Million Sisters"